# تپه قلعه اینچه ۲
تپه قلعه اینچه ۲ مربوط به سده‌های میانه دوران‌های تاریخی پس از اسلام است و در شهرستان ماهنشان، بخش مرکزی، دهستان قزل گچیلو، روستای اینچه سعید نظام واقع شده و این اثر در تاریخ ۲۷ بهمن ۱۳۸۷ با شمارهٔ ثبت ۲۴۶۰۰ به‌عنوان یکی از آثار ملی ایران به ثبت رسیده است.